# Xanguina (província de Tiumén)
|  | Per a altres significats, vegeu «Xanguina». |

Xanguina (rus: Шаньгина) és un poble de l'óblast de Tiumén, a Rússia, que el 2012 tenia 113 habitants.